# Iann Dior
Iann Dior, pseudonimo di Michael Ian Olmo (Arecibo, 25 marzo 1999), è un rapper e cantante statunitense.
È un artista della Internet Money Records, in associazione con 10K Projects e Caroline Records.

## Biografia
Nato a Porto Rico, si trasferisce all'età di cinque anni con la famiglia nella città di Corpus Christi, Texas, dove trascorre la sua adolescenza in compagnia della sorella, della madre e di suo padre, un veterano della United States Navy. Si è diplomato al liceo nel maggio del 2017. Per la sua carriera è stato influenzato da Marc Anthony, Jay-Z e dal gruppo rock The Fray.
Suo padre, però decide che per il figlio la cosa migliore sia seguire la sua stessa strada, e a 17 anni lo inserisce in un programma di pre-arruolamento contro la sua volontà. Per Ian è un momento durissimo, perché non si sente minimamente a suo agio nell'ambiente militare e trascorrere anni sotto le armi non è affatto nei suoi piani quindi per evitare che ciò possa accadere decide di farsi un tatuaggio sulla mano dato che se si hanno dei tatuaggi visibili sulle mani non è possibile entrare nel servizio militare.
Però suo padre non accetta questo gesto e decide di cacciarlo di casa, in questo momento iann decide di andare a vivere a Los Angeles e diventare un artista.
Lui inizia a fare musica nel 2017 con il nome di Olmo, per poi nel 2018 cambiare in Dior. In quell'anno entra in contatto con il produttore Taz Taylor che gli offre un contratto con la Internet Money Records. La sua popolarità inizia a crescere grazie a SoundCloud, sul quale pubblica il suo singolo Emotions che diventa virale. Forte del successo del singolo, in quell'anno Dior pubblica a maggio il suo primo mixtape Nothings Ever Good Enough, di cui le canzoni più famose sono la già citata Emotions e Molly (con Bernard jabs). La fama accresce nello stesso anno, con la pubblicazione del singolo Gone Girl in collaborazione con Trippie Redd che supera 100 milioni di riproduzioni su Spotify e viene certificato disco d'oro. A novembre pubblica il suo primo album Industry Plant.
Nel 2020 realizza tre singoli, con collaborazioni del calibro di Machine Gun Kelly, Travis Barker e Lil Baby, che anticipano il suo EP I'm Gone. Il 24 luglio 2020 viene pubblicato dal rapper 24kGoldn, in collaborazione con dior, il singolo Mood che scalerà tutte le classifiche rimanendo in cima alla Billboard Hot 100 per quattro settimane. Come ultimo lavoro dell'anno pubblica il singolo Holding On, che conta più di 40.260.000 di stream solo su Spotify.
Nel 2021 pubblica il secondo EP Still Here, formato dai due singoli Shots in the Dark (con Trippie Redd) e Don't Wanna Believe; di quest'ultimo è disponibile anche il video su YouTube.
Pubblica successivamente il singolo let you, che ha riscosso un ottimo successo. Iann appare anche nell'album di Lil Tecca We Love You Tecca 2, nella canzone Seaside.
Il 21 gennaio 2022 pubblica il suo secondo album On To Better Things che riscuote molto successo. Esso viene anticipato dall'uscita qualche giorno prima di thought it was, pezzo presente nell'album in collaborazione con Travis Barker e Machine Gun Kelly. Nell'aprile 2023 pubblica il suo terzo album Leave Me There Where You Found Me.

## Discografia

### Album in studio
- 2019 – Industry Plant
- 2022 – On to Better Things
- 2023 – Leave Me There Where You Found Me
- 2025 – Nothings Ever Good Enough II

### EP
- 2020 – I'm Gone
- 2021 – Still Here

### Mixtape
- 2019 – Nothings Ever Good Enough

### Raccolte
- 2021 – Headliners: Iann Dior

### Singoli
- 2019 – Gone Girl (con Trippie Redd)
- 2019 – What Is Real
- 2019 – Pouring
- 2020 – Good Day
- 2020 – Sick and Tired (con Machine Gun Kelly e Travis Barker)
- 2020 – Prospect (con Lil Baby)
- 2020 – Holding On
- 2021 – Shots in the Dark (con Trippie Redd)
- 2021 – Don't Wanna Believe
- 2021 – Let You

### Collaborazioni
- 2020 – I can't sleep (POORSTACY feat. Iann Dior)
- 2020 – Mood (24kGoldn feat. Iann Dior)
- 2020 – Ego (Carlie Hanson feat. Iann Dior)
- 2020 – nothing inside (Machine Gun Kelly feat. Iann Dior)
- 2020 – Tonight (Jxdn feat. Iann Dior)
- 2021 – Like Me ($NOT feat. Iann Dior)
- 2021 – Baby (DJ Scheme feat. Iann Dior)
- 2021 – Higher (Clean Bandit feat. Iann Dior)
- 2021 – Happy Endings (Mike Shinoda feat. Iann Dior and Upsahl)
- 2021 – First Time (ILLENIUM feat. Iann Dior)
- 2021 – Seaside (Lil Tecca feat. Iann Dior)
- 2021 – Don't Freak Out (lil Huddy feat. Iann Dior, Travis Barker and Tyson Ritter)
- 2022 – fake love don’t last (Machine Gun Kelly feat. Iann Dior)
- 2022- Valley of Lies (Tomorrow X Together feat. Iann Dior)